# Gospa od Suza
Gospa od suza jedan je od naslova Blažene Djevice Marije i katoličke pobožnosti prema njoj.

## Povijest
Pobožnost Gospi od Suza započela je nakon Marijina ukazanja sestri Amaliji od Bičevanog Isusa iz Družbe Misionarki Raspetog Spasitelja, u mjestu Campinas u Brazilu, 8. ožujka 1930. godine. Sestra Amalija imala je i stigme te živjela i umrla na glasu svetosti.

## Štovanje
Biskup Francisco Campos Barreto, biskup Campinasa, 15. svibnja 1934. odobrio je krunicu, medalju i pobožnost Suzama Majke Božje, a zatim ju je odobrila i Sveta Stolica.
U Hrvatskoj se krunica širi dozvolom Duhovnog stola Zagrebačke nadbiskupije od 2. studenog 1934. godine.

## Vanjske poveznice
Mrežna mjesta
- Međunarodni apostolat Gospe od Suza, službeno mrežno mjesto